# Al Hamra
Al Hamra (àrab: الحمراء, al-Ḥamrāʿ; amazic estàndard marroquí: ⵍⵃⵎⵕⴰ) és una comuna rural de la província de Tetuan, a la regió de Tànger-Tetuan-Al Hoceima, al Marroc. Segons el cens de 2014 tenia una població total de 11.118 persones.